# 平塚市立相模小学校
平塚市立相模小学校（ひらつかしりつ さがみしょうがっこう）は、神奈川県平塚市大神にある公立小学校。

## 概要
旧神田中学校校舎を利用して、神田小学校に隣接する形で1976年に開校したが、当校児童が通う大神地区に小学校が無いことから、地域住人の要望などで、2022年に現在地に開校した。

## 沿革
- 1967年（昭和42年） - 普通教室（北棟東）・体育館完成[5]。
- 1971年（昭和46年） - 普通教室（北棟西）完成[5]。
- 1976年（昭和51年）
  - 4月1日 - 開校[1]。当時の所在地は、田村6丁目9-1[6]。
  - 4月20日 - 開校式典挙行。この日（4月20日）を開校記念日と定めた[1]。
  - 5月11日 - 学校のシンボル「くすのき」を体育館南側に移植[1]。
  - 時期不明 - 給食受入室（北棟配膳室）完成[5]。
- 1977年（昭和52年）2月1日 - 校歌制定（作詞:校歌制定委員会・作曲:柳沢浩）[1]。
- 1984年（昭和59年） - 普通教室（南棟）完成[5]。
- 1985年（昭和60年）
  - 3月5日 - 新校舎（後の第2校舎）完成[5]。
  - 4月27日 - 創立10周年と新校舎落成の両記念式挙行。同日、記念誌「さがみ」発行[5]。
- 1989年（平成元年） - 体育館全面改修と校庭改修及び整地実施[5]。
- 1990年（平成2年）2月11日 - PTA花壇15周年記念設置[1]。
- 1995年（平成7年）
  - 時期不明 - プール新築。本館（後の第1校舎）校舎改修[5][1]。
  - 11月19日 - 創立20周年記念式典挙行。ハナミズキ植樹。飼育舎新築[1]。
- 2019年（平成31年・令和元年） - 新校舎工事着工[4]。
- 2021年（令和3年）12月 - 工事完工[4][7]。
- 2022年（令和4年）
  - 1月29日 - 新校舎落成式挙行予定だったが、新型コロナウイルス感染拡大の影響で中止された[6]。
  - 3月19日 - 地域住人向けの新校舎内覧会開催[6]。
  - 4月1日 - 新校舎共用開始[2][4]。

## 通学区域と進学先中学校
出典

### 通学区域
- 大神
- 吉際

### 進学先中学校
- 平塚市立神田中学校

## 周辺
- 平塚市役所大神市民窓口センター - 平塚市道を挟んで、敷地が隣接。
  - 平塚市大神公民館
- 学校法人新藤学園認定こども園大神美里幼稚園
- THE OUTLETS SHONAN HIRATSUKA - 平塚市道を挟んで、敷地が隣接。
- 平塚市大神保育園
- 平塚市立大神公園

このほか、隆盛寺などの寺院も点在する。近くにはJR東海道新幹線が通るが、付近に駅は無い。

## アクセス
- 神奈川中央交通
  - 「平110」・「平153」・「平157」・「平158」の各系統で、「ツインシティ大神」バス停下車後、徒歩約500m・約8分。
  - 「平50」・「平53」・「平54」・「厚55」（「ツインシティ大神」バス停非経由）の各系統で、「大神」バス停下車後、
    - 本厚木駅南口行のりばから、徒歩約575m・約9分。
    - 平塚駅北口・田村車庫行のりばから、徒歩約670m・約11分。